# 贖いの賜物
贖いの賜物（あがないのたまもの）とは、ジョン・ドーソンの説で、神がそれぞれの都市に与えた賜物のことである。「贖い」「賜物」それぞれの単語そのものは他教派でも使われるが、セットでこのように用いられる事はあまり無い。キリスト教の聖霊派、福音派の中で議論されている。本記事は、ドーソンの説を紹介する。

## 概要
ドーソンは、「すべての都市には、その都市を通して主が成し遂げようとしている尊い御計画が、いったいどのようなものであるかを暗示する賜物が注がれている。」という。
悪魔は何も創造する事ができないので、神が与えられた贖いの賜物を悪用して罪を犯させる。ニューヨークに与えられた贖いの賜物は自由と希望であるが、成功の誘惑と残忍さ、絶望を与えている。アムステルダムに与えられた贖いの賜物は避け所であったが、悪魔は麻薬や売春を合法化させた。エルサレムに与えられた賜物は平和と讃美であるのに、紛争が起こっている。ロサンゼルスに与えられた贖いの賜物は、コミュニケーション、メッセンジャーとしての賜物であるが、それが悪用され、汚染された情報、娯楽を世界に発信している。悪魔は都市だけでなく、人間に与えられたよい賜物も悪用して罪を犯させるという。
ドーソンは神は各都市に天使を配置したとし、その例にダニエル12:1、第二列王記6:16-17をあげる。ピーター・ワグナーは『霊の戦いの祈り』でこの説に同意している。